# Норблен, Себастьен
Себастьен Норблен (фр. Sébastien Norblin; 24 февраля 1796[…], Варшава — 18 августа 1884, IV округ Парижа) — французский художник.

## Биография
Родился в 1796 году в Варшаве (в то время принадлежала Пруссии) в семье жившего и работавшего там художника-француза Жана-Пьера Норблена де ла Гурдена (1740 или 1745 — 1830). Его сводными братьями были музыкант Луи Пьер Мартен Норблен (1781—1854) и скульптор, литейщик и предприниматель Александр Жан (Ян) Норблен (1777—1828), который, как и отец, остался жить и работать в Варшаве.
Что касается Себастьена Норблена, то он прибыл во Францию в 1804 году и в дальнейшем учился в Высшей школе изящных искусств в Париже, где его учителями были Венсан, Блондель и Реньо.
В 1825 году он получил Римскую премию за картину, посвящённую Антигоне, после чего отправился в Рим, где проживал с 1826 по 1832 год.
Вернувшись на родину, Норблен преподавал в Высшей школе изящных искусств Парижа, которую сам окончил. Проживая во Франции и пользуясь популярностью как художник, Норблен не терял связи с польской диаспорой, особенно после того, как в результате поражения Польского восстания 1830—31 годов многие его участники эмигрировали во Францию. Норблен нередко работал по заказам польских эмигрантов в Париже. Так, например, он участвовал в реставрации старинного особняка («отеля») Ламбер, приобретённого князем Чарторыйским, создав целый ряд произведений для украшения этого дворца.
С 1827 по 1876 год Норблен регулярно выставлялся на ежегодном Парижском салоне.
В 1859 году он был награждён орденом Почётного легиона.
Скончался в Париже в 1884 году.

## Галерея

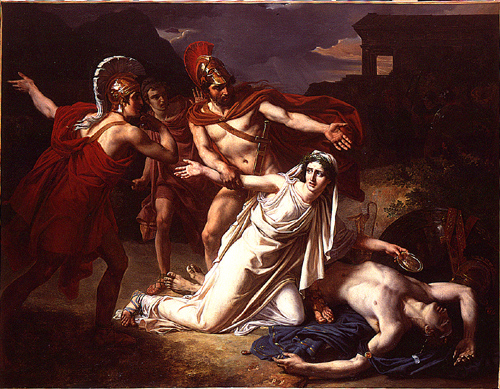
Антигона. Римская премия 1825 года. Собрание Высшей школы изящных искусств Парижа.
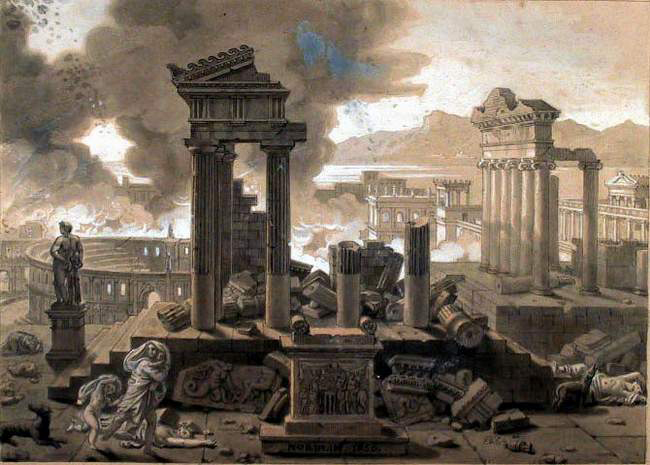
Геркуланум во время извержения Везувия.
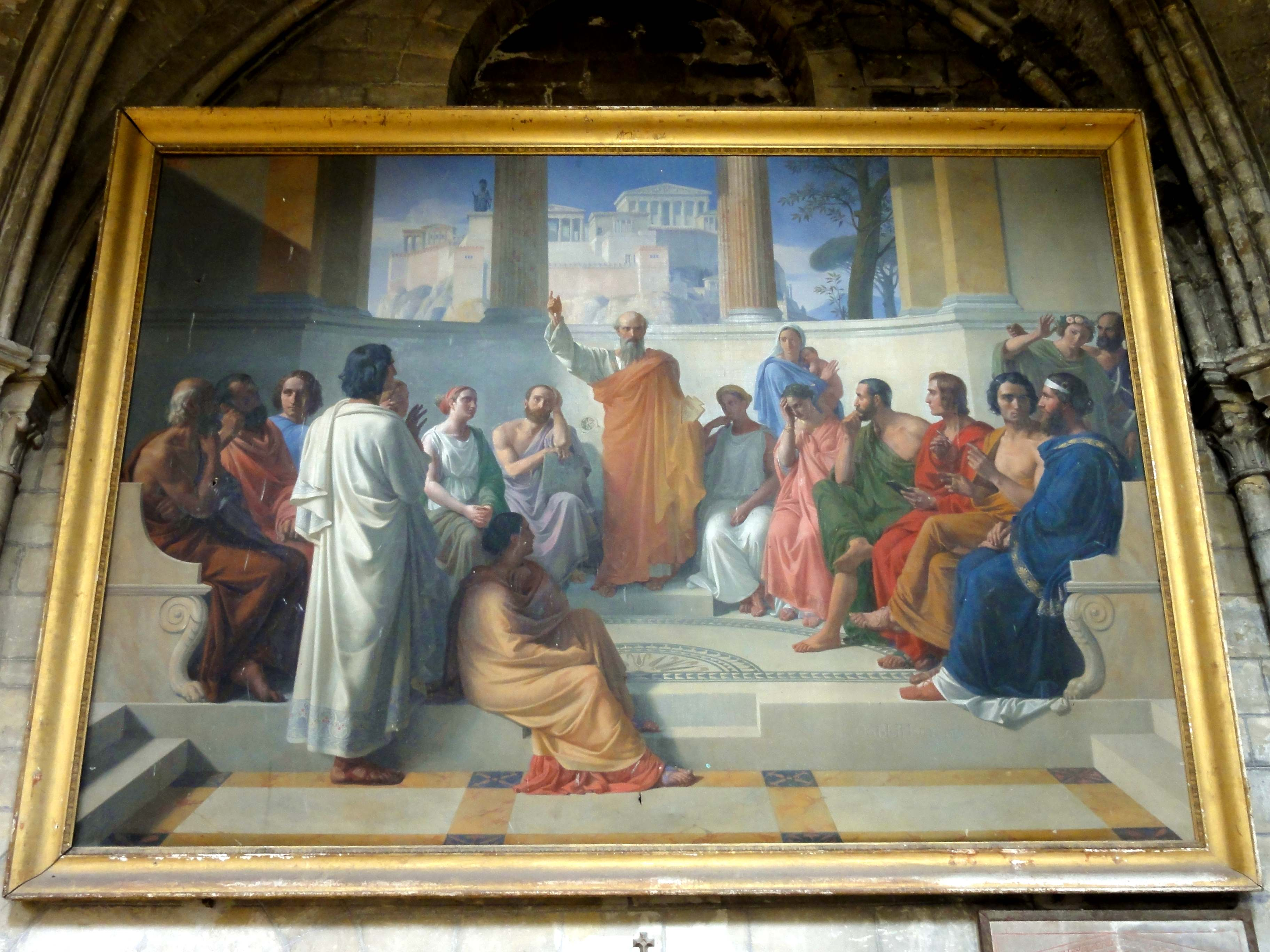
Апостол Павел в афинском Ареопаге

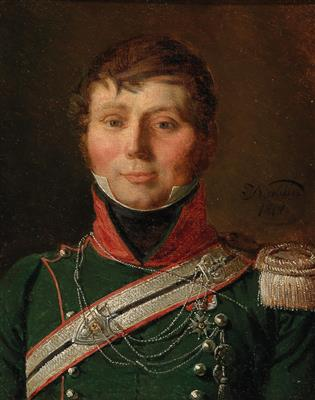
Портрет капитана конных егерей
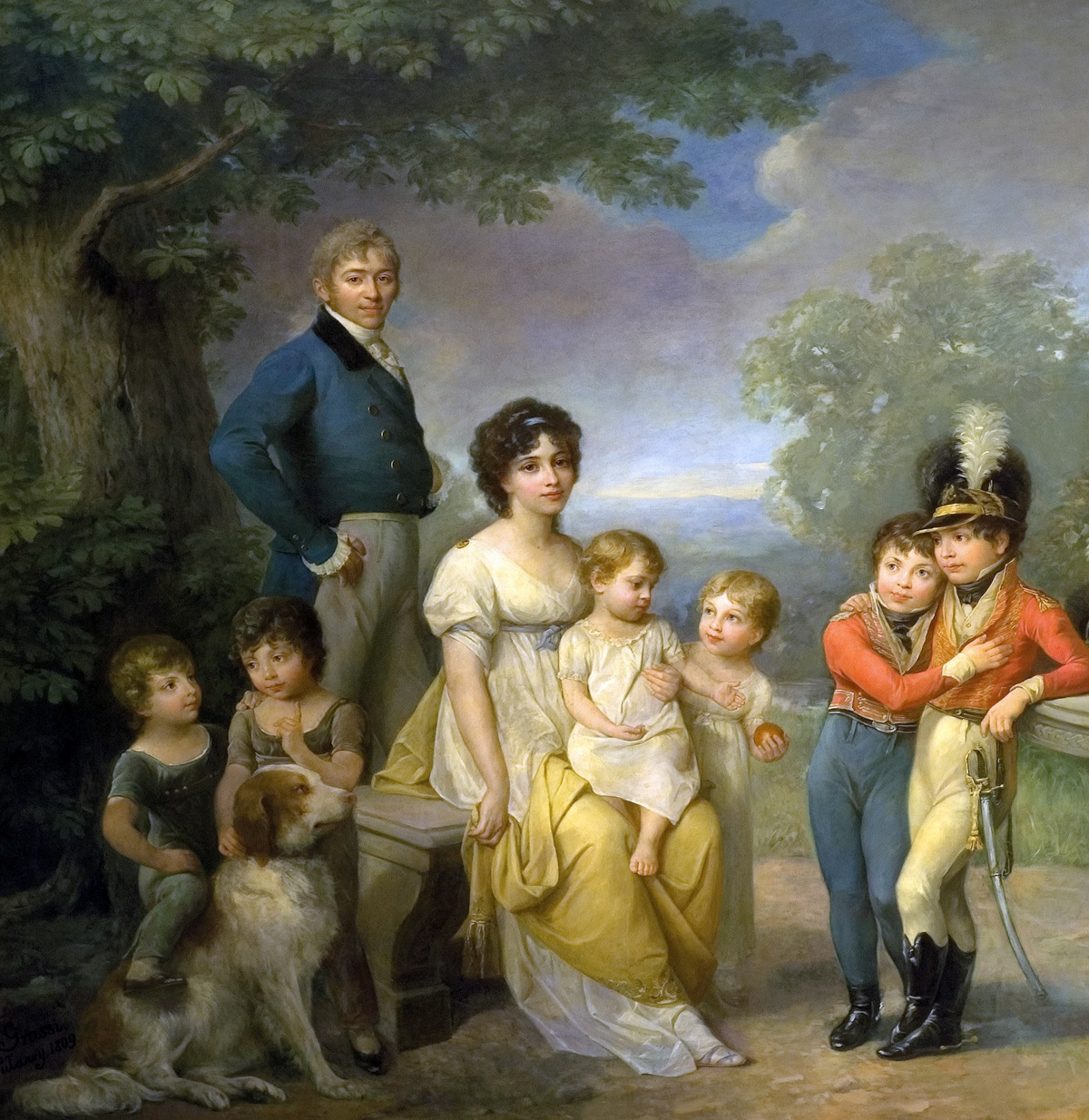
Портрет Станислава Замойского с семьёй. Музей-усадьба «Козловка», Польша.